# ゴライアス (戦艦)
|          |                                             |
| 艦歴     |                                             |
| 発注     |                                             |
| 起工     | 1897年1月4日                                |
| 進水     | 1898年3月23日                               |
| 就役     | 1900年3月27日                               |
| 退役     |                                             |
| その後   | 1915年5月12日に戦没                         |
| 除籍     |                                             |
| 性能諸元 |                                             |
| 排水量   | 12,950トン                                  |
| 全長     | 390 ft (118.9 m)                            |
| 全幅     | 74 ft (22.6 m)                              |
| 吃水     | 25 ft (7.6 m)                               |
| 機関     | 垂直三段膨張蒸気機関2基 2軸推進、15,400 ihp |
| 最大速   | 18.25ノット                                 |
| 乗員     | 680名 - 750名                               |
| 兵装     | 12インチ砲4門 6インチ砲12門                 |

ゴライアス (HMS Goliath) はイギリス海軍の戦艦。カノーパス級。

## 艦歴

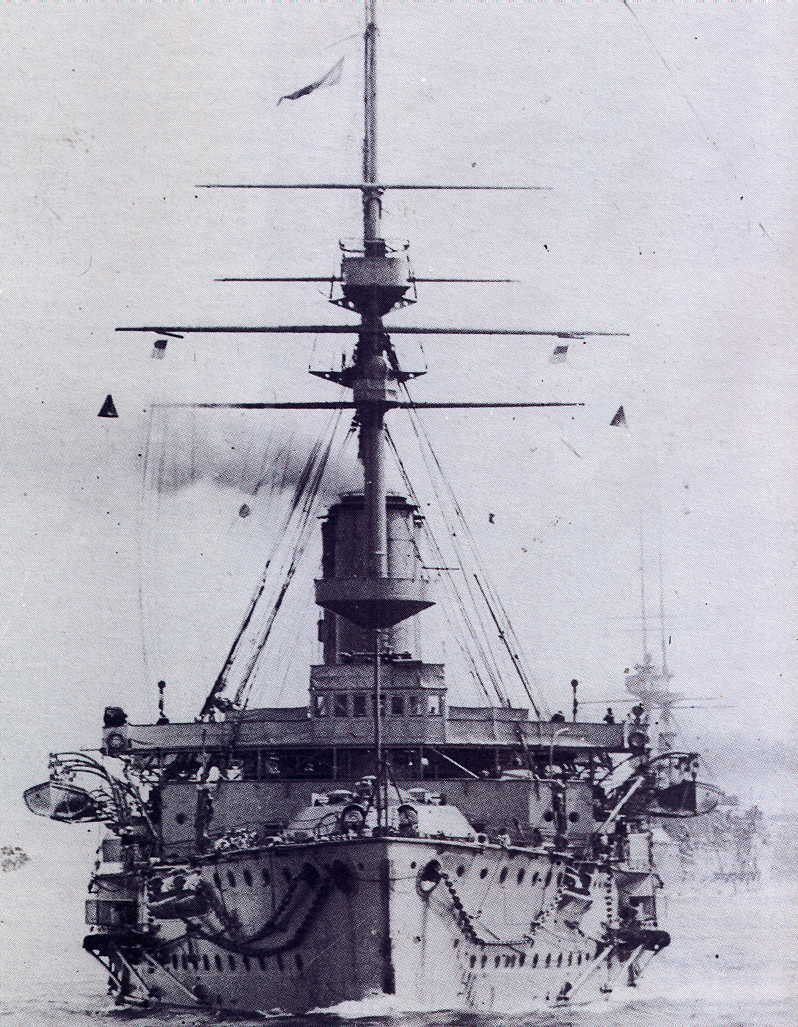
1907年夏

1897年1月4日、チャタム工廠で起工。1898年3月23日進水。1900年3月27日就役。
1914年8月に第一次世界大戦が勃発すると、予備役となっていたゴライアスも就役状態に復帰し、海峡艦隊の第8戦艦戦隊に編入された。ゴライアスはロッホ・ユーへ送られ、グランドフリートの泊地警備に当てられた。それから、1914年8月25日にプリマス海兵大隊のオーステンデへの上陸を支援した。
1914年9月20日、ゴライアスは東インド艦隊に転属。そこでは1914年10月まで、中東でペルシャ湾やドイツ領東アフリカへ向かう船団の護衛に従事していた巡洋艦の支援に当たった。それから1914年11月までルフィジ川河口に潜むドイツの巡洋艦ケーニヒスベルクの封じ込めに参加した。1914年11月28日と11月30日にはダルエスサラームを砲撃した。
1914年12月から1915年2月まで、ゴライアスは南アフリカのサイモンズタウンで修理を行った。その完了後は1915年3月までケーニヒスベルクに対する作戦に従事した。
1915年3月25日、ゴライアスはダーダネルス海峡へ行きそこでの作戦に参加するよう命じられた。1915年4月1日にゴライアスはダーダネルス海峡へ向けて出発した。
1915年4月25日のヘレス岬への上陸の際はゴライアスはXビーチへの上陸支援を行う艦隊に属しており、オスマン帝国軍の要塞からの砲撃で被害を受けた。第1次Krithiaの戦いの際はゴライアスは上陸部隊の支援を行った。また、1915年4月26日の撤退も援護した。1915年5月2日、ゴライアスはトルコ軍の砲撃で再び被害を受けた。
1915年5月12日から13日の夜、ゴライアスは霧の中戦艦コーンウォリスや護衛の駆逐艦5隻と共にヘレス岬沖のモルト湾に停泊していた。5月13日の1時頃、トルコの駆逐艦ムアヴェネティ・ミッリイェが駆逐艦ビーグルとブルドッグを避けて戦艦に接近した。ムアヴェネティ・ミッリイェは2本の魚雷を発射し、それはゴライアスに命中した。ゴライアスはすぐに転覆し始めた。傾きが90度になったとき3本目の魚雷が命中した。ゴライアスは完全に転覆し、艦長を含む乗員570人と共に沈没した。
ムアヴェネティ・ミッリイェは攻撃後無傷で脱出した。